# Toldy László (történész)
Toldy László (Pest, 1846. augusztus 17. – Budapest, Ferencváros, 1919. március 23.) kilépett római katolikus pap, történész, jogi és bölcseleti doktor, a székesfőváros főlevéltárnoka, Toldy Ferenc egyetemi tanár fia és Toldy István testvéröccse.

## Élete
Toldy Ferenc és Moisisovics Auguszta fia. Iskoláit Pesten, Nagyváradon és Győrött végezte. Az esztergomi érseki megye papnövendékei közé lépett és Bécsbe a Pazmaneumba küldetett, hogy az egyetemen végezze a hittudományi tanfolyamot; ezt 1868-ban befejezvén, az első hittudományi szigorlatot le is tette. 1869. október 1-jén kinevezték a bécsi Theresianum tanulmányi felügyelőjévé s a magyar történelem és földrajz tanárává; ugyanez év október 15-én Simor János pappá szentelte. 1872-ben a nevelői pályára lépett, melyet 1874-ben a lelkészivel cserélt fel, míg végre 1880-ban kilépett a papság kebeléből. 1882-ben a budapesti kereskedelmi akadémia tanára lett, mely állásról 1886 februárjában Budapest főlevéltárnokává választották meg. Az 1885-ös országos kiállítás külföldi bizottságába jegyzőnek választották. 1891-től az MKE Budapesti osztály választmányi tagja, 1895-től az MTE központi választmány póttagja volt. Halálát végelgyengülés okozta. Felesége Kindermann Ludmilla volt.

## Művei

### Folyóiratcikkek
Cikkei közül nevezetesebbek a Képes Családi Lapokban (1879. A föld súlya), a Tört. Tárban (1881. XVII. századbeli szakácskönyv), a Budapesti Hirlapban (1882. 24., 25. sz. Kerbeny Károly életrajza, 1884. 211. sz. Lewin Jakab, 1885. 357. sz. Kőrösi Csoma Sándor), az Ország-Világban (1885. Proth Mario), az irodalomtörténeti Közleményekben (1899. Könyvészeti adatok Szabó Károly RMK. I. kötetéhez: Evangeliumoc és Epistolac. Csepreg, 1631.)., a Vasárnapi Ujságban (1904. 48. sz. Klauzal Gábor születési háza), a Magyar Hirlapban (1907. 169. sz. Könyvészeti furcsaságok) stb.
Szerkesztette a Katholikus Hitszónok című havi folyóiratot 1878 júliustól 1879 júniusig; 1884-85-ben magyar Ifjúság Lapja címmel folyóiratot szerkesztett. 1884-ben az ő szerkesztésében indult meg a Közérdek c. hetilap, mely főképp a főváros közügyeivel foglalkozván, 1885-ben A Főváros címét vette fel; 1886 március végéig ő szerkesztette. Mint Budapest főváros levéltárnoka, több hasznos kiadványt szerkesztett, például 1888-tól a Törvényhatósági Naptárt is.

### Könyvei
- Magyar szent Erzsébet élete. Budapest, 1875
- Árpád és a magyarok letelepedése. Budapest, 1876 (Történeti Könyvtár 18.)
- Szent László király élete. Budapest, 1876 (Történeti Könyvtár 24.)
- A régi magyarok míveltségének története. Budapest, 1877 (Történeti Könyvtár 30.)
- Nagy Lajos király uralkodása. Budapest, 1877 (Történeti Könyvtár 38.)
- Adalékok Virág Benedek irodalmi munkálkodásához. A szerző életrajzával és arczképével. Budapest, 1880
- Szluha László emlékezete és a Zrinyi-Könyvtár. Budapest, 1880
- Képek Görögország fénykorából. Budapest, 1881 (Történeti Könyvtár 71.)
- Magyarország míveltségi állapota az Anjou-királyok korában. Budapest, 1882 (Történeti Könyvtár 74.)
- Mongolia földje. Budapest, 1881
- Kereskedelmi földrajz. Kereskedelmi tanodák és felsőbb ipariskolák számára I–II. Budapest, 1884–1886
- Arany Biblia. A szentírás feltüntetve a legnagyobb művészek képeiben. Budapest, 1884. Két részben és 50 füzetben 100 képpel. (a katholikus kiadást sajtó alá rendezte Toldy László és Talabér János)
- A budapesti Erzsébet-leányárvaház története 1861-től 1886-ig. Budapest, 1889
- Budapest régibb és ujabb czimerei. Czimertani és történeti értekezés. Irta és a Tört. Társulat 1896. jan. 2. vál. ülésében felolvasta Toldy László. Budapest, 1896 (különnyomat az Ország-Világból)

### Műfordításai
- Mi legfontosabb szülők, nevelők, az ifjúsági felügyelők; különösen pedig lelkészekre nézve? Írta Jais Egyed. A hatodik német kiadás után magyarítá, szerző életrajzával és jegyzetekkel ellátta. Esztergom, Bécs, 1868
- Albach Sz. J.: Áhítat órái. Elmélkedések Isten, erény és az örökkévalóság felett. Ford. Pest, 1871
- Földrajz leányiskolák számára és öntanulásra. Schatter Gyula után az ötödik német kiadás szerint átdolgozta. 3 színes térképpel. Pest, 1872 (Nélkülözhetetlen ismeretek könyve I.)
- Világtörténelem. Hitregetan. Leányiskolák számára és öntanulásra. Schatter Gyula után az 5. német kiadás szerint átdolgozta. Pest, 1872. Szövegábrákkal. (Nélkülözhetetlen ismeretek könyve II.)
- Számtan. Magyar nyelvtan. A magyar irodalomtörténet vázlata. A műtörténelem vázlata. Leányiskolák számára és öntanulásra. Schatter után. A hazai viszonyokra alkalmazottan. Budapest, 1874 (Nélkülözhetetlen ismeretek könyve III.)
- A természet könyve. Közérdekű olvasmányok a természettudományok köréből. Bernstein A. német műve után ford. Budapest, 1875–1876 (I. kötet 1. 2. füzet, IV. k 16. 17. füz. A többi részét mások fordították)
- A föld és népei. Föld- és népismei kézikönyv. Hellwald Frigyes és egyéb írók nyomán kidolgozta. Előszóval bevezette Hunfalvy János. I., II. kötet. Budapest, 1879–1880. Szövegrajzokkal. (I. Amerika. II. Afrika, Ázsia, Ausztrália, a III. kötetet György Aladár fordította)
- A jelenkori Francziaország alakulása. Írta Taine Hippolit Adolf. Ford. I–III. kötet. Budapest, 1881–1884. (a IV és V. kötetet Csiky Gergely fordította)
- Grandet Eugenia. Irta Balsac Honoré. Ford. Budapest, 1883 (Olcsó Könyvtár 165.)
- Molière vígjátékai. XII. kötet. A rászedett féltékeny, vigjáték 1 felvonásban. Budapest, 1883
- Séta a világ körül. Irta báró Hübner Sándor. Ford. Budapest, 1884. Két kötet 13 képpel (A Magyar Nemzet Családi Könyvtára 40-47.)